# Vesta (tändsticka)

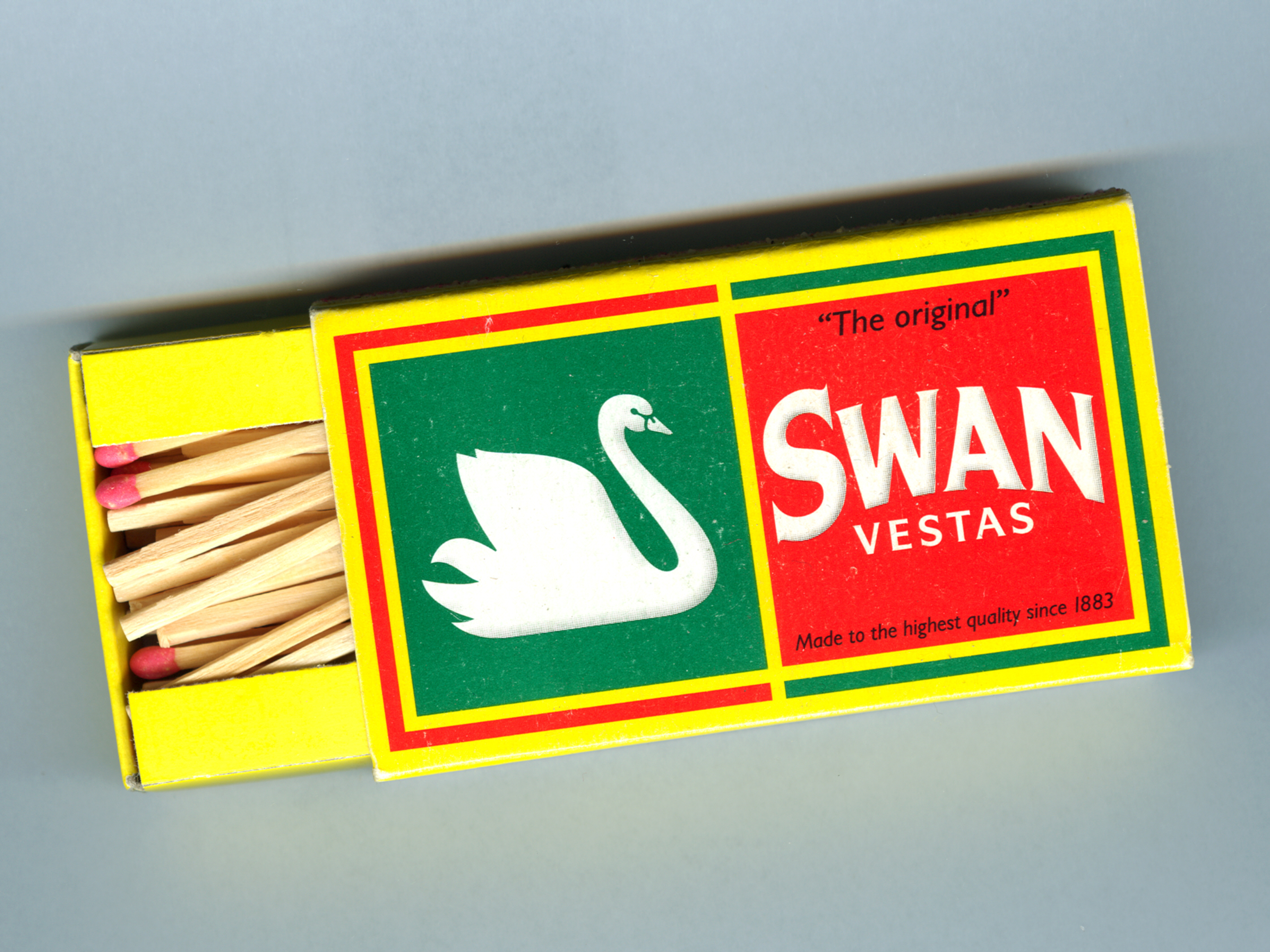
Swan Vestas från Storbritannien

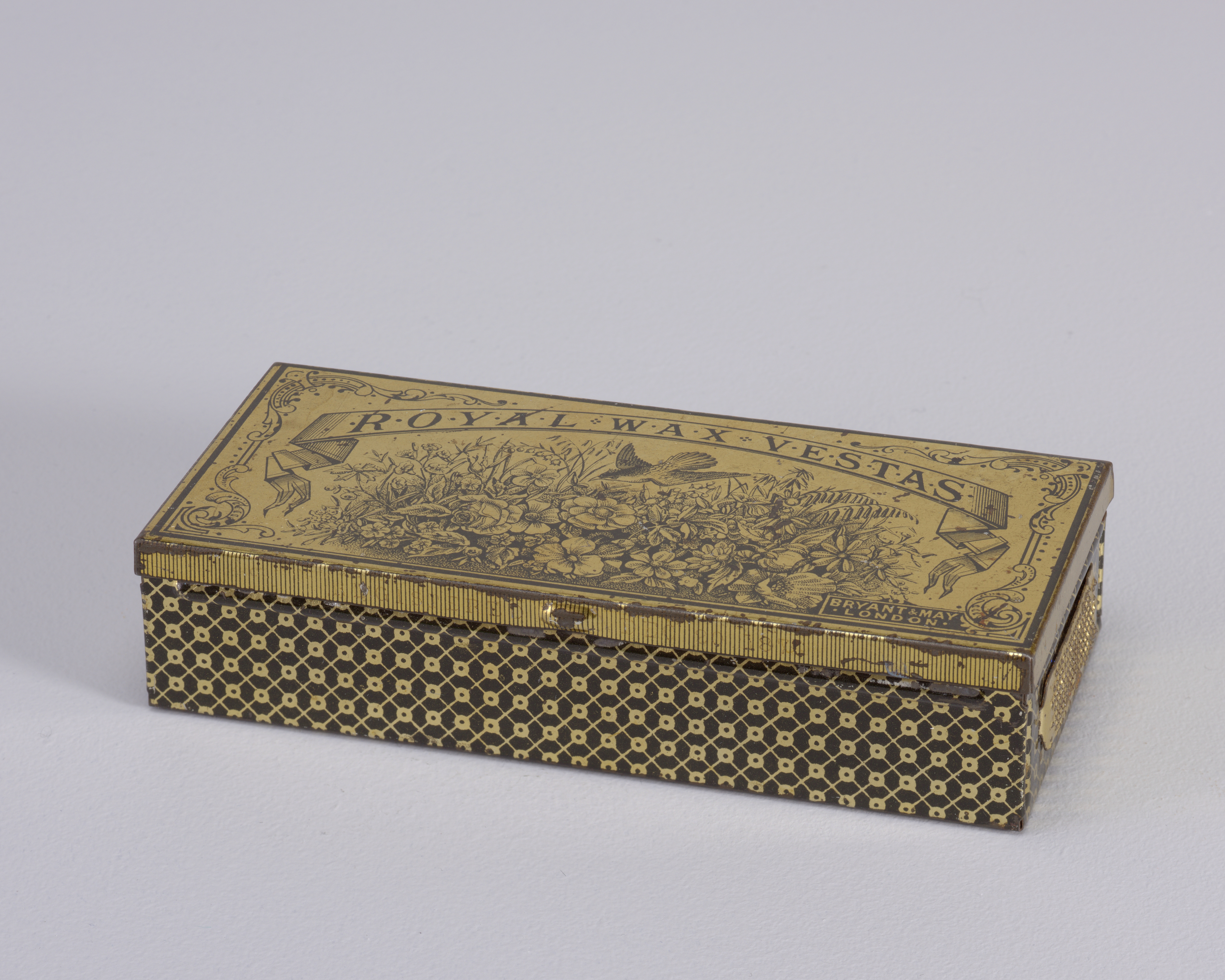
Vestafodral från brittiska Bryant & May, sent 1800-tal. Mått: 12,8 x 6 x 2,7 centimeter.

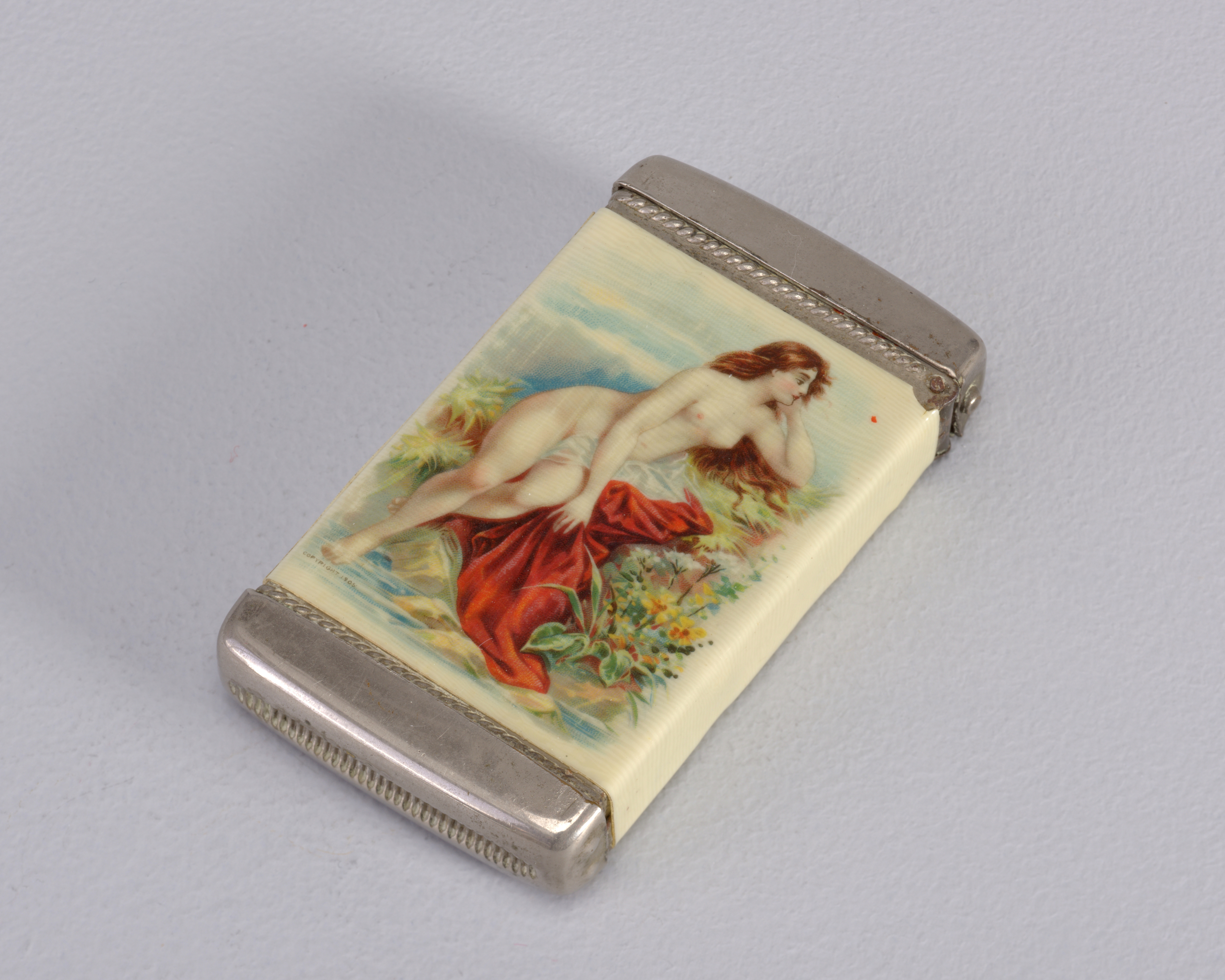
Amerikansk vestafodral från Whitehead & Hoag Company, omkring 1905. Mått: 6,8 x 4 x 1,1 centimeter.

Vesta var en sorts fosfortändsticka, en alltändartändsticka, som kunde antändas mot alla slags skrovliga ytor. Denna typ av tändsticka var populär i Storbritannien, framför allt på 1800-talet. Den salufördes framför allt för rökare av cigarrer.
Den första fungerande friktionständstickan uppfanns 1826 av den engelske kemisten och apotekaren John Walker. År 1832 patenterade William Newton "wax vesta" i England. Den bestod av en vaxad sticka med intryckt bomullstrådar och med en topp med fosfor. Newton kallade dem vestas efter den romerska gudinnan Vesta, eldens och den husliga härdens gudinna.  
I Sverige förekom en kort period, åren 1904-1906, tillverkning av vestas för export till Storbritannien i Wax Vesta Tändsticksfabrik i Kallebäck i Göteborg.
Med vestas är förknippat vestafodral i metall, som introducerades på tidigt 1830-tal och som numera är samlarobjekt i Storbritannien. Eftersom vestas inte var säkerhetständstickor, utan antändes vid friktion mot alla slags grova ytor, fanns det anledning att förvara dem i ett metallfodral. Fodralet hjälpte också till för att hålla vestan torr. Vestafodral var ofta konstnärligt utformade och kunde vara tillverkade i silver. De var utformade så att det fanns en räfflad yta på dem för att underlätta avsiktlig antändning.